# Ohthere
Ne doit pas être confondu avec Ohthere de Hålogaland (voyageur norvégien).

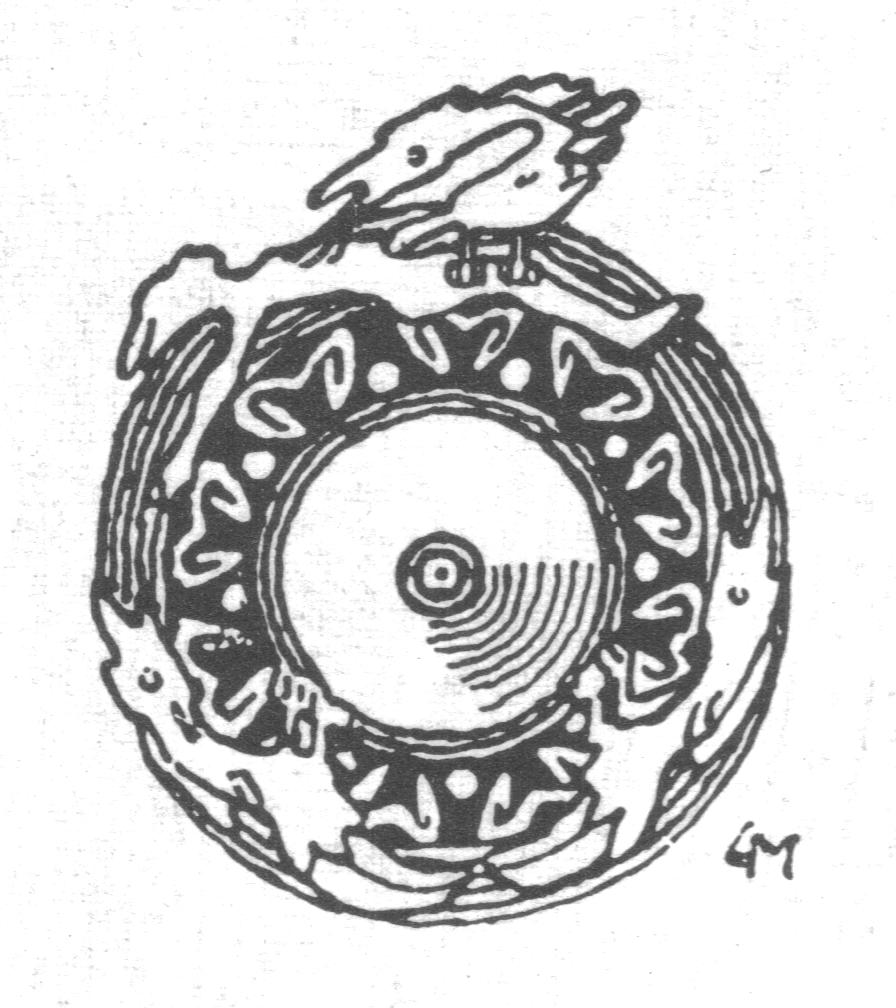
La mort d'Ohthere (vue par Gerhard Munthe, 1899).

Ohthere (en vieux norrois : Óttarr, en proto-norrois : Ōhta-harjaz, et en vieil anglais : Ohþere), également connu sous le nom de Ohtere, et plus connu sous le nom posthume de Ohthere la Corneille de Vendel (en vieux norrois : Óttarr vendilkráka), est un roi semi-légendaire suédois du VIe siècle appartenant à la dynastie des Ynglingar.
Actif autour de 515-530, il est le fils d'Egil.

## Origine du nom
Son nom peut être reconstruit à partir du proto-norrois *Ōhta-harjaz ou *Ōhtu-harjaz. L'élément harjaz est commun dans les noms germaniques et a un sens de "guerrier, armée" (d'où l'anglais harry). En revanche, l'élément  oht est moins fréquent, et a été provisoirement interprété comme "redoutable, craint".

## Biographie
Deux princes suédois, Ohthere et son frère Ali (Onela) mènent avec succès une série de raids contre les Goths de Scandinavis (Geats) après la mort du roi Hrethel.
En 515, leur père Egil (Ongentheow) est tué au combat par les Geats, et Ohthere lui succède alors en tant que roi de Suède. Ohthere mène une armée contre les Goths, et assiège une de leurs armées. Il manque de tuer le roi goth Chlochilaïc (Hygelac), mais perd beaucoup de ses forces dans le conflit. Ohthere parvient à revenir dans son royaume. Dans les années 520, Ohthere mène un grand raid au Danemark et pille la côte danoise. Cependant, il est attendu par une armée danoise dirigée par deux jarls. Ohthere est finalement tué dans la bataille et son corps est ramené en Suède pour y être enterré dans un monticule.

### SelonBeowulf
Dans le poème en vieil anglais Beowulf, le nom d'Ohthere n'apparaît que dans des constructions en référence à son père Ongentheow (fæder Ohtheres), sa mère (Onelan modor et Ohtheres) et ses fils Eadgils (suna Ohteres, sunu Ohteres) et Eanmund (suna Ohteres).
Lorsque Ohthere et ses actions sont concernés, il est désigné comme la progéniture d'Ongenþeow, avec son frère Onela. La section traite d'Ohthere et d'Onela pillant les Geats (Goths de Scandinaive) à la mort de leur roi Hreðel, redémarrant les guerres entre Suédois et Goths.
Plus tard, il est implicite dans le poème qu'Ohthere est mort, parce que son frère Onela est roi. Les fils d'Ohthere, Eadgils et Eanmund, ont fui chez les Geats, et les guerres reprirent de plus belle.

### Selon les sources scandinaves
L'Ynglingatal, la Saga des Ynglingar, l'Íslendingabók et l'Historia Norvegiae présentent tous Óttarr comme le fils d'Egill (appelé Ongenþeow dans la légende de Beowulf) et comme le père de Aðísl/Aðils/athils/Adils (Eadgils).
Selon la source la plus tardive, la Saga des Ynglingar, Óttarr refusa de payer un tribut au roi danois Fróði pour l'aide que son père avait reçu. Puis Fróði envoya deux hommes pour recueillir le tribut, mais Óttarr a répondu que les Suédois n'avaient jamais payé de tribut aux Danois et ne commencerait pas avec lui. Fróði rassembla alors une vaste armée et pilla en Suède, mais l'été suivant, il pilla dans l'est. Lorsque Óttarr apprit que Fróði était parti, il navigua au Danemark pour piller en retour, et alla dans le Limfjord où il pilla à Vendsyssel. Des jarls de Fróði, Vott et Faste, attaquèrent Óttarr dans le fjord. Les forces dans la bataille s'égalisaient et beaucoup d'hommes tombèrent, mais les Danois reçurent des renforts par les gens des environs, et donc les Suédois furent vaincus (une version apparemment empruntée à la mort du prédécesseur d'Óttarr, Jörund). Les Danois mirent le corps d'Óttarr dans un monticule pour y être dévoré par des bêtes sauvages, et firent un corbeau en bois (ou une corneille) qu'ils envoyèrent en Suède avec le message que ce corbeau de bois était tout ce que valait Óttarr. Après cela, Óttarr fut appelé « Vendilkráka » (en français : la Corneille de Vendel).
Seul Snorri utilise l'épithète Vendilkráka, alors que les sources plus anciennes Historia Norvegiae et Íslendingabók l'utilisent pour son père Egill. En outre, c'est seulement dans le travail de Snorri que cette histoire de la mort d'Óttarr à Vendsyssel apparaît, et ceci est probablement de sa propre invention. L'Ynglingatal mentionne seulement qu'Óttarr fut tué par les jarls danois Vott et Faste dans un endroit nommé Vendel (Laing a été influencé par la version de Snorri dans sa traduction)
L'Historia Norwegiæ présente un résumé en latin de l'Ynglingatal, plus ancien que la citation de Snorri (poursuivant après Egil) :
| Cui successit dans regnum filius suus Ottarus, qui a suo æquivoco Ottaro Danorum comite et fratre ejus Fasta dans una provinciarum Daniæ, scilicet Wendli, interemptus est. Cujus filius Adils [...] | Le successeur sur le trône était son fils Ottar, qui fut assassiné à Vendel, une province danoise, de par son homonyme, un jarl danois, et le frère de cet homme, Fasta. Son fils Adils [...] |

L'Historia Norvegiæ informe seulement qu'Ohthere fut tué par les frères danois Ottar [sic.] et Faste, dans une province danoise appelée Vendel.

## Le tumulus d'Ohthere
Le « tumulus d'Ohthere » (en suédois : Ottarshögen) est situé dans la paroisse de Vendel (dans l'Uppland en Suède). Le tumulus est de 5 mètres de haut et 40 mètres de large. Au XVIIe siècle, ce tumulus était connu localement comme Ottarshögen. Le terme Hög est dérivé du mot « haugr » en vieux norrois signifiant monticule ou tumulus.
Le tumulus est excavé durant la période 1914-1916. On y trouve les restes d'un homme et d'une femme, et des découvertes dignes d'un roi. L'archéologue suédois Sune Lindqvist décrit un navire de bois avec de la cendre. Le peu de découvertes était bien conservé. On y trouva également quelques panneaux décoratifs semblables à ceux trouvés dans d'autres tombes à proximité datant de l'âge de Vendel. Un peigne a été retrouvé, ainsi qu'une pièce de monnaie en or romaine, un solidus (daté au plus tard de 477) perforé, qui servait probablement en tant que décoration, bien que montrant des signes d'usure. Lindquist déclare ensuite que l'identification du tumulus comme celui d'Ohthere ne pouvait pas recevoir une plus grande confirmation archéologique que celle fournie par cette fouille.

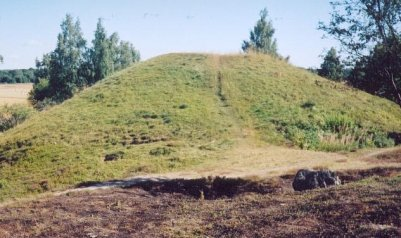
Le tumulus d'Ohthere, situé dans la paroisse de Spathas (Uppland, Suède).
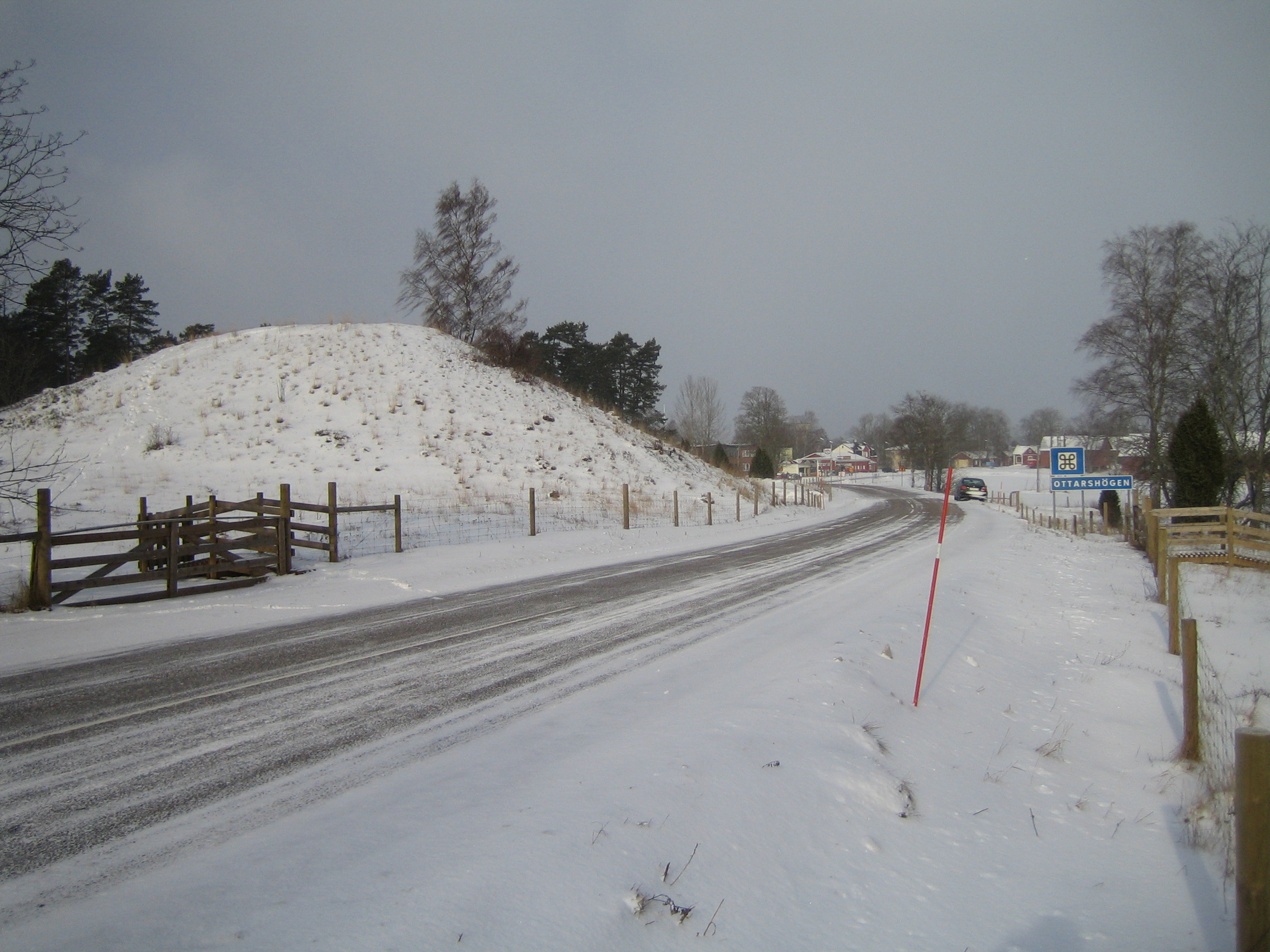
Le tumulus d'Ohthere vue sous la neige.

### Biographie
- Nerman, B. Det svenska rikets uppkomst. Stockholm, 1925.